# 貝爾頓宅邸

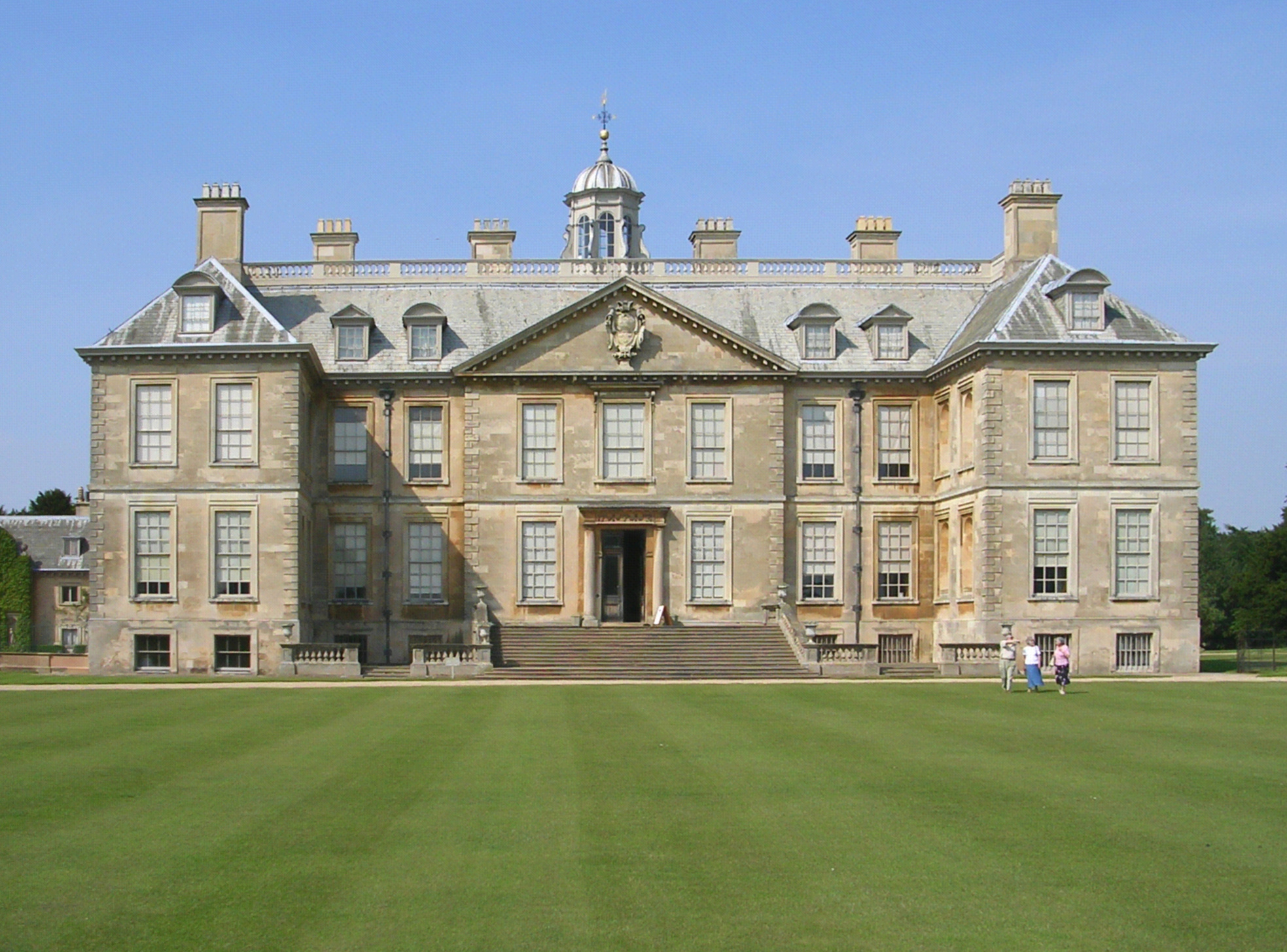
林肯郡贝尔顿宅邸南面

贝尔顿宅邸（英语：Belton House），位于英国林肯郡，是一幢有三百多年歷史的郊区住宅。整幢楼由几个较大的花园环绕，并且有一系列的街道通往宅邸。